# Moguchan
Moguchan (モグチヤン?) è un videogioco d'azione per arcade sviluppato e pubblicato da Orca Corporation nel 1983. Il titolo venne distribuito anche in Nord America da Venture Line.

## Modalità di gioco
Il giocatore controlla Moguchan, una creatura immaginaria che si muove all'interno di un'area a schermata fissa con l'obiettivo di raccogliere tutta la frutta presente sul posto. Ella sarà inseguita da uomini talpa armati di martello, i quali cercheranno di catturarla per togliergli una vita. Essi non possono essere sconfitti, ma se viene raccolto un cuore posizionato al centro dell'area vengono storditi per alcuni secondi. Inoltre, Moguchan può entrare nelle buche e spostarsi da una buca all'altra, ma possono farlo anche i nemici e uno di loro la aspetta all'esterno per colpirla, quindi il giocatore deve fare attenzione. Se trascorre un certo periodo di tempo nel livello, suonerà una sirena e il demone Harry si sveglierà, i nemici aumenteranno di velocità e la difficoltà incrementerà. Una volta che tutte le vite a disposizione sono esaurite, la partita termina.